# 斯泰因 (荷兰林堡省)

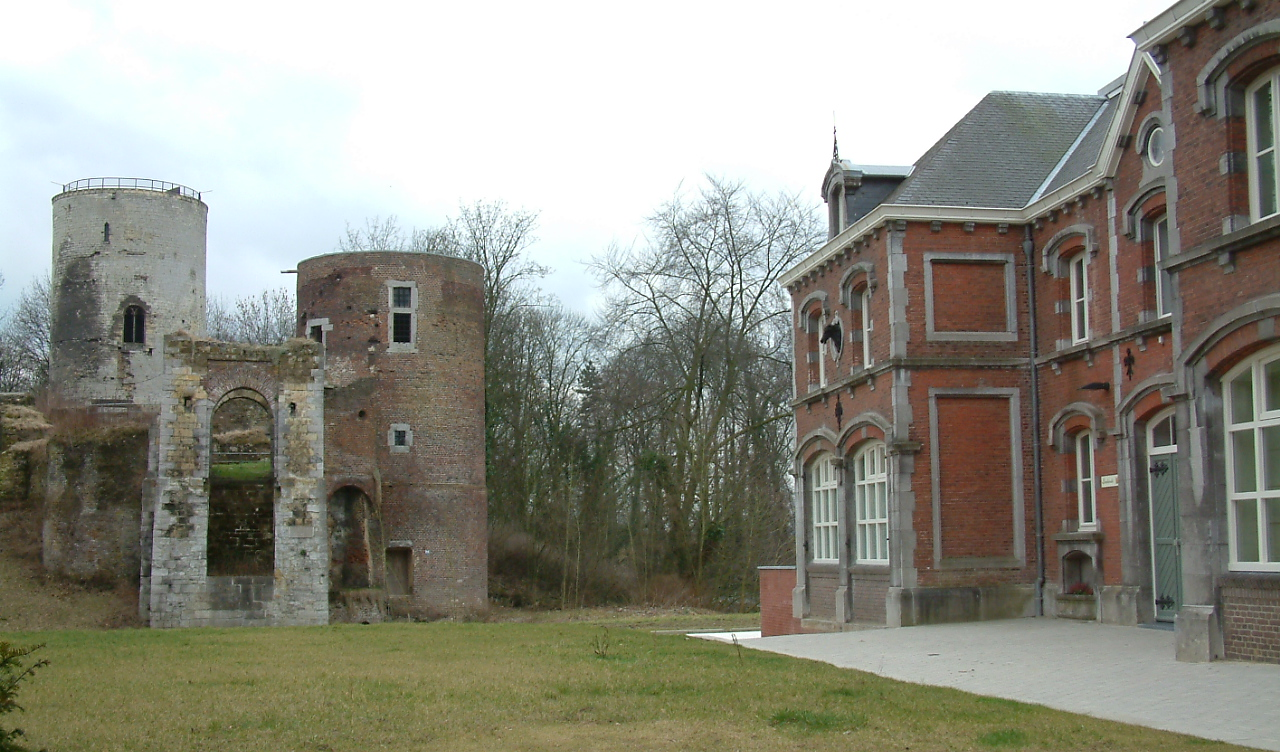

斯泰因（荷蘭語：Stein）是荷蘭的城市，位於該國東南部，由林堡省負責管轄，面積22.78平方公里，該地區自史前時代有人類居住，2007年人口26,325，人口密度為每平方公里1,241人。

## 外部連結
- Official website （页面存档备份，存于）
- Website about Elsloo （页面存档备份，存于）
- Website about Urmond （页面存档备份，存于）

50°58′14″N 5°46′06″E / 50.9705555556°N 5.76833333333°E